# تپه دراز
تپه دراز مربوط به دوره اشکانی ـ دوره ساسانی است و در شهرستان دهلران، بخش موسیان، ۴ کیلومتری جنوب شرقی شهر موسیان واقع شده و این اثر در تاریخ ۳۰ دی ۱۳۸۵ با شمارهٔ ثبت ۱۶۹۰۷ به عنوان یکی از آثار ملی ایران به ثبت رسیده است.